# Alberto Gómez (calciatore 1944)
Alberto Gómez (10 giugno 1944 – 17 settembre 2020) è stato un calciatore uruguaiano, di ruolo attaccante.

## Carriera
Prese parte, insieme alla Nazionale di calcio dell'Uruguay, al campionato del mondo 1970 dove finì la competizione al quarto posto.